# Întuneric total
Întuneric total (2000, Pitch Black) este un film de groază științifico-fantastic thriller regizat de David Twohy cu Vin Diesel, Radha Mitchell, Cole Hauser și Keith David în rolurile principale.
În acest film, periculosul criminal Richard B. Riddick (Diesel) este transportat spre o închisoare într-un cargou spațial. Când nava spațială este avariată de resturile unei comete și se prăbușește pe o planetă deșert goală, Riddick evadează. Cu toate acestea, atunci când locuitorii planetei, extratereștri zburători prădători, încep să atace supraviețuitorii, Riddick se alătură membrilor echipajului pentru a pune la cale un plan pentru a scăpa cu viață de pe această planetă.
Bugetul total al filmului este estimat la 23 milioane U$D. În ciuda părerilor împărțite ale criticilor, filmul a avut încasări de peste 53 milioane U$D în toată lumea. A devenit un film idol, mai ales datorită antieroului Riddick. O continuare, Riddick - Bătălia începe (The Chronicles of Riddick), a apărut în 2004.

## Distribuție
- Vin Diesel - Richard B. Riddick
- Radha Mitchell - Carolyn Fry
- Cole Hauser - William J. Johns
- Keith David - Imam Abu al-Walid
- Lewis Fitz-Gerald - Paris P. Ogilvie
- Claudia Black - Sharon „Shazza” Montgomery
- Rhiana Griffith - Jack / Jackie
- John Moore - John „Zeke” Ezekiel
- Simon Burke - Greg Owens
- Les Chantery - Suleiman
- Sam Sari - Hassan
- Firass Dirani - Ali
- Ric Anderson - Total Stranger
- Vic Wilson - căpitanul Tom Mitchell
- Angela Moore - membru mort al echipajului
- Peter Chiang - pasager în criogenie din astronavă
- Ken Twohy - pasager în criogenie din astronavă

## Vezi și
- 2000 în științifico-fantastic